# Adolphe Lecrenier

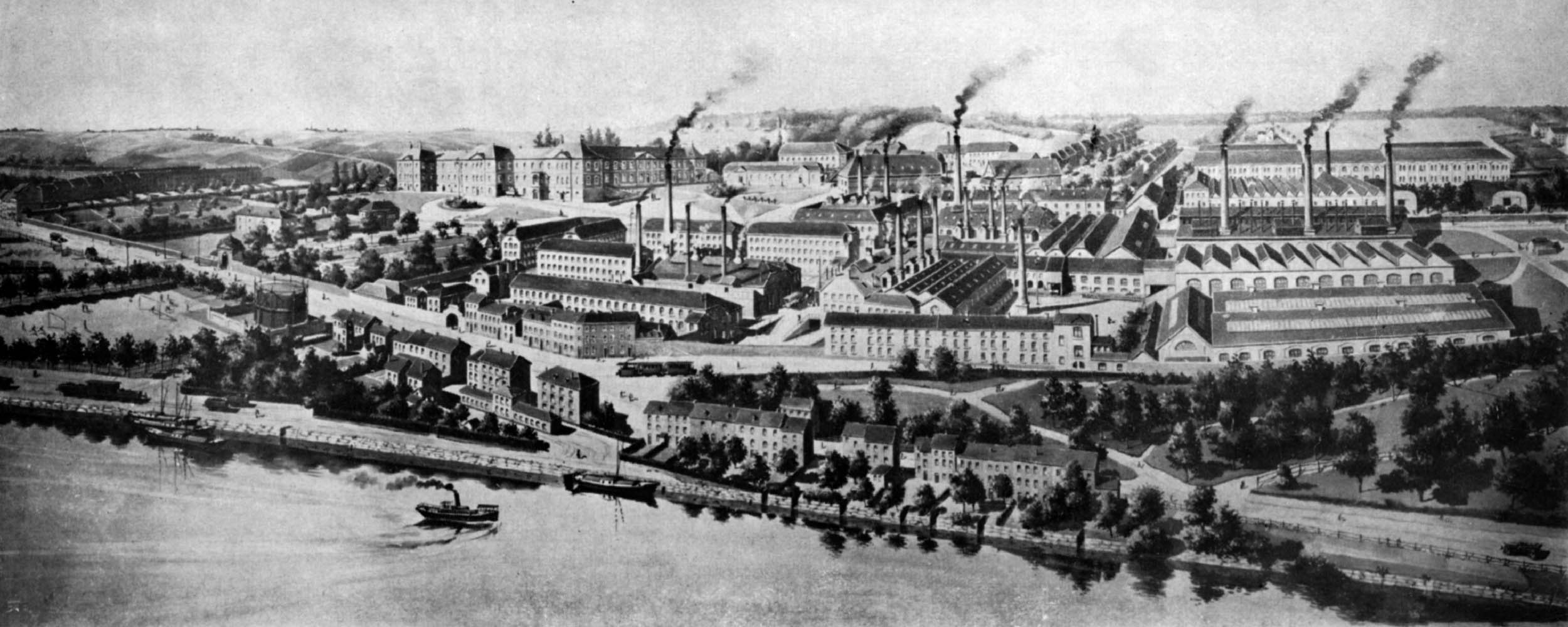
Kristalfabriek Val-Saint-Lambert in België (1926)

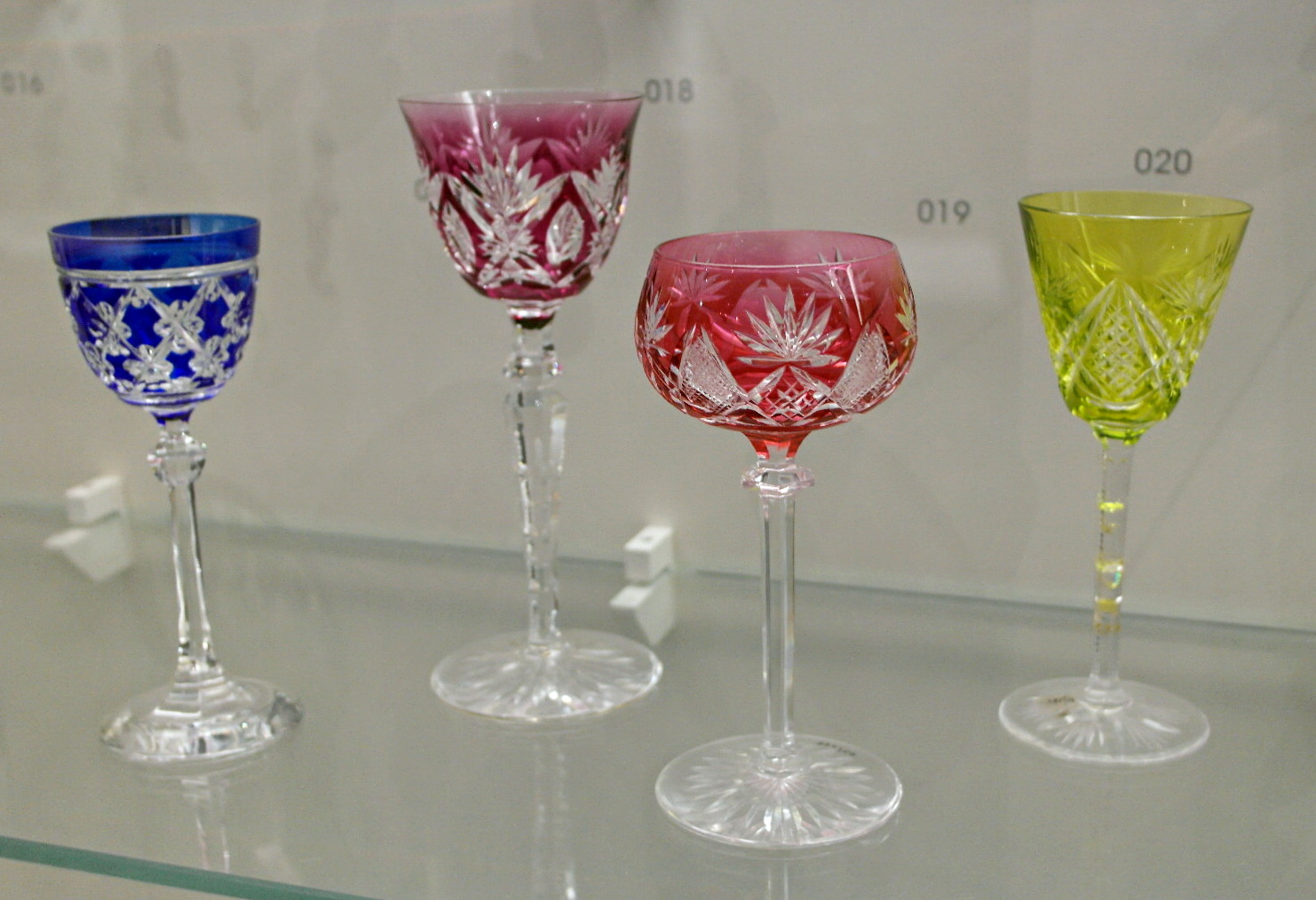
Kristallen glazen uit begin 20e eeuw, toen Lecrenier technisch directeur was

Adolphe Isidore Joseph Lecrenier (Hoei, 7 februari 1865 – Hoei, 30 augustus 1939) was technisch directeur van de kristalfabriek Val-Saint-Lambert in Seraing, België. Als scheikundige interesseerde hij zich heel zijn leven in het verbeteren van de glasproductie.

## Levensloop
In 1888 studeerde Lecrenier af als doctor in de scheikunde aan de universiteit van Luik. In 1890 startte hij zijn carrière bij de kristalfabriek Val-Saint-Lambert in Seraing, nabij Luik. Aanvankelijk was hij directeur van de scheikundige afdeling. Rond de eeuwwisseling werd hij bevorderd tot technisch directeur. In de jaren 1880-1914 was de glasblazerij op haar hoogtepunt en was zij zelfs de grootste van Europa. Er werkten toen 5.000 medewerkers, voor een productie van 120.000 kristallen stuks per dag.
Lecrenier interesseerde zich gedurende zijn hele carrière aan scheikundige verbeteringen. Hij deed scheikundig onderzoek in nauwe samenwerking met de universiteit van Luik. Hij trok meerdere doctores scheikunde aan als naaste medewerkers. Zelf werd Lecrenier nooit academisch benoemd. Zijn naaste medewerker P. Gillard werd wel hoogleraar fysico-chemie in Luik. Lecrenier werd aanzien als het wetenschappelijk zenuwcentrum van de fabriek.
Een verwezenlijking van Lecrenier was het invoeren van nieuwe gietpotten. De fabriek werd immers geplaagd door gevallen van loodvergiftiging of saturnisme bij de arbeiders. Lecrenier verving het lood en het tin uit de gietpotten door andere metalen die even stevig waren onder hoge temperaturen. Voor deze verbetering op de werkvloer ontving Lecrenier 2 prijzen: deze van de Académie royale des sciences, des lettres et des beaux-arts de Belgique (1921) alsook de prijs Guimard (1923). Lecrenier verbeterde meerdere technische processen in de glasfabriek. Zo veranderde hij de samenstelling van de silicaten in het productieproces van het te blazen glas. Hij ontwikkelde matglas. Hij verbeterde de kleuringen van het glas door cement toe te voegen; voor deze proeven had hij een mijningenieur in dienst genomen. Hij bestudeerde oppervlaktespanning, viscositeit en andere basiseigenschappen van vloeibaar glas.
Na de Eerste Wereldoorlog verloor de kristalfabriek belangrijke afzetmarkten in Duitsland, Rusland en de Balkan. Lecrenier bleef in functie als technisch directeur, in de afgeslankte fabriek. Hij stierf in 1939. Hij zou de zware bombardementen van Val-Saint-Lambert in de Tweede Wereldoorlog niet meer meemaken.

## Werken
Lecrenier publiceerde meerdere van zijn wetenschappelijke bevindingen. Hij deed dit in nauw contact met scheikundigen van de universiteit van Luik.
- Précis de chimie théorique à l’usage des étudiants, traduit de l’allemand (1888). Dit is een vertaling uit het Duits voor studenten scheikunde. Het dateert uit zijn tijd als doctorandus.
- Qualitative Trennung des Goldes und Platins von Arsen, Antimon und Zin (1888). Dit schreef hij samen met L. De Koninck van de universiteit van Luik.
- Dosage de l’oxygène disponible dans les suroxydes au moyen de l’acide chlorhydrique gazeux (1891). Dit schreef hij ook samen met L De Koninck.
- Rapport présenté au nom du Comité national belge de chimie: Méthodes employées en Belgique pour l’analyse chimique et analyse rationnelle des argiles (1925). Dit rapport stelde hij voor op de Union internationale de la chimie pure et appliquée.
- La vie du verre (1930). Dit is een boek over de productie van glas. Hij schreef het samen met zijn voormalige medewerker P. Gilard, ondertussen hoogleraar scheikunde in Luik.

- Bibliothèque nationale de France: cb17134852b (data)
- International Standard Name Identifier: 0000 0004 6067 8761
- Système universitaire de documentation: 110818539
- Virtual International Authority File: 209002063
- WorldCat: E39PBJjxq3jdwJ4TYCQKMJqPcP